# Barrio de la Morería (Madrid)

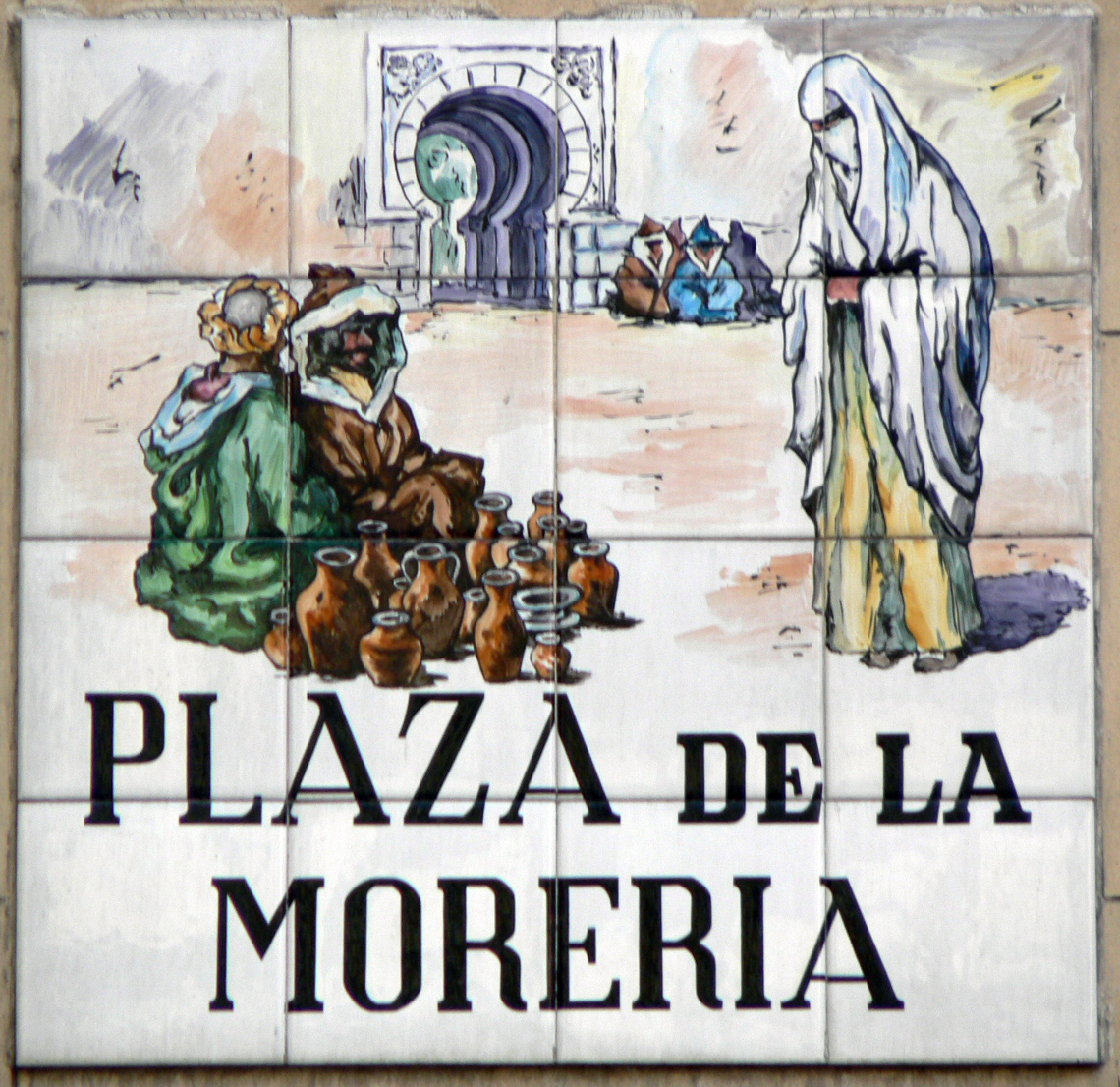
Interpretación del antiguo barrio mudéjar por el ceramista Alfredo Ruiz de Luna González, para el rótulo de azulejos de la Plaza de la Morería.

El barrio de la Morería o La Morería es un conjunto urbano de la ciudad española de Madrid que toma su nombre del primitivo asentamiento musulmán y luego mudéjar que permaneció en la ciudad tras la toma de la plaza por Alfonso VI de Castilla en 1085. El núcleo original o Morería Vieja localizado al pie del Campillo de las Vistillas, se extendió, a partir del siglo xv con la Morería Nueva entre Cuchilleros, la calle de Toledo y la cava de San Miguel. Perdió gran parte de su identidad urbana a partir de la mitad del siglo xix, con las obras de construcción del Viaducto y la ampliación de la calle de Bailén sobre la calle de Segovia, y tras posteriores actuaciones inmobiliarias y municipales.

## Historia
El origen del barrio parece ser la aljama provocada por la conquista del Madrid musulmán en 1083 por Alfonso VI. Tras asentarse y desarrollarse con clara precariedad, y a raíz del decreto de 11 de febrero de 1502 que obligaba a todos los musulmanes de la Corona de Castilla a hacerse cristianos, la comunidad de cristianos nuevos, simiente de la manolería madrileña junto con los judeoconversos, se concentró en los “barrios bajos” de la villa entre los distritos de Palacio y Embajadores.

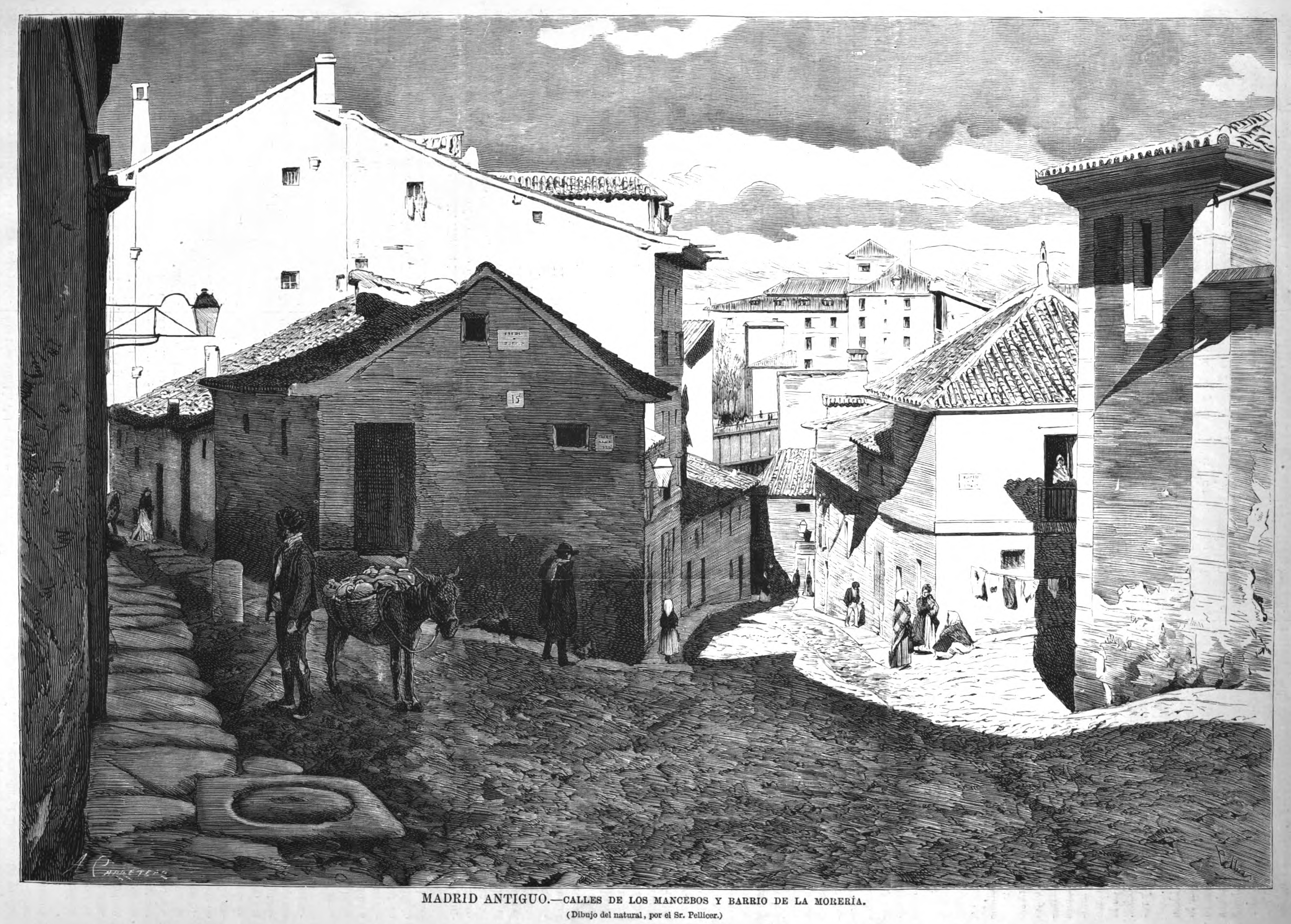
«Madrid antiguo.—Calles de los Mancebos y barrio de la Morería» (La Ilustración Española y Americana, 8 de enero de 1877)

Los vecinos de la comunidad musulmana estaban sometidos a la normativa legal del reino de Castilla, es decir, vestirse con ropas especiales que identificara su confesión y una señal distintiva sobre el hombro derecho; no podían tener comercio fijo o estable fuera de la morería, y solo con el edicto solicitado por el Concejo madrileño a los Reyes Católicos en 1482, se les permitió instalar tenderetes en las plazas de la Villa, pero solo durante el día. No se verían favorecidos por las rebajas tributarias hechas a la Hermandad de gremios, y su población fue diezmada por la peste de 1488.
La aljama tenía carnicería y fragua propias y exclusivas —para que no tuvieran que salir del confinamiento—, y un cementerio extramuros, cerca de la llamada Puerta de Moros en la vieja muralla. Hay que mencionar que hasta finales del siglo xv la práctica totalidad de las obras en puentes, fuentes y manantiales eran realizadas por los alarifes, albañiles y fontaneros musulmanes, siendo famosos por su cargo de alarifes de la Villa: Abdalá de San Salvador, su hijo Abraén de San Salvador y Mahomad de Gormaz, y su hermano Abraen de Gormaz, en disputa con el maestre Jucuf; hasta que el Concejo, recelando de la exclusiva mudéjar en estos menesteres, publicó un edicto que obligaba al alarife a se 'acompañado' por un cristiano, resultando luego que en la documentación de las obras no aparecía finalmente el nombre del maestre musulmán. Entre las obras que en el Madrid de la segunda mitad del siglo xv se hicieron con 'participación de mudéjares' pueden citarse el matadero de la plaza de la Cebada, el retejado de la iglesia de San Salvador, el hospital de La Latina (construido entre 1499 y 1504) y la mejora del puente de Segovia y el puente de Toledo.

## Conjunto urbano

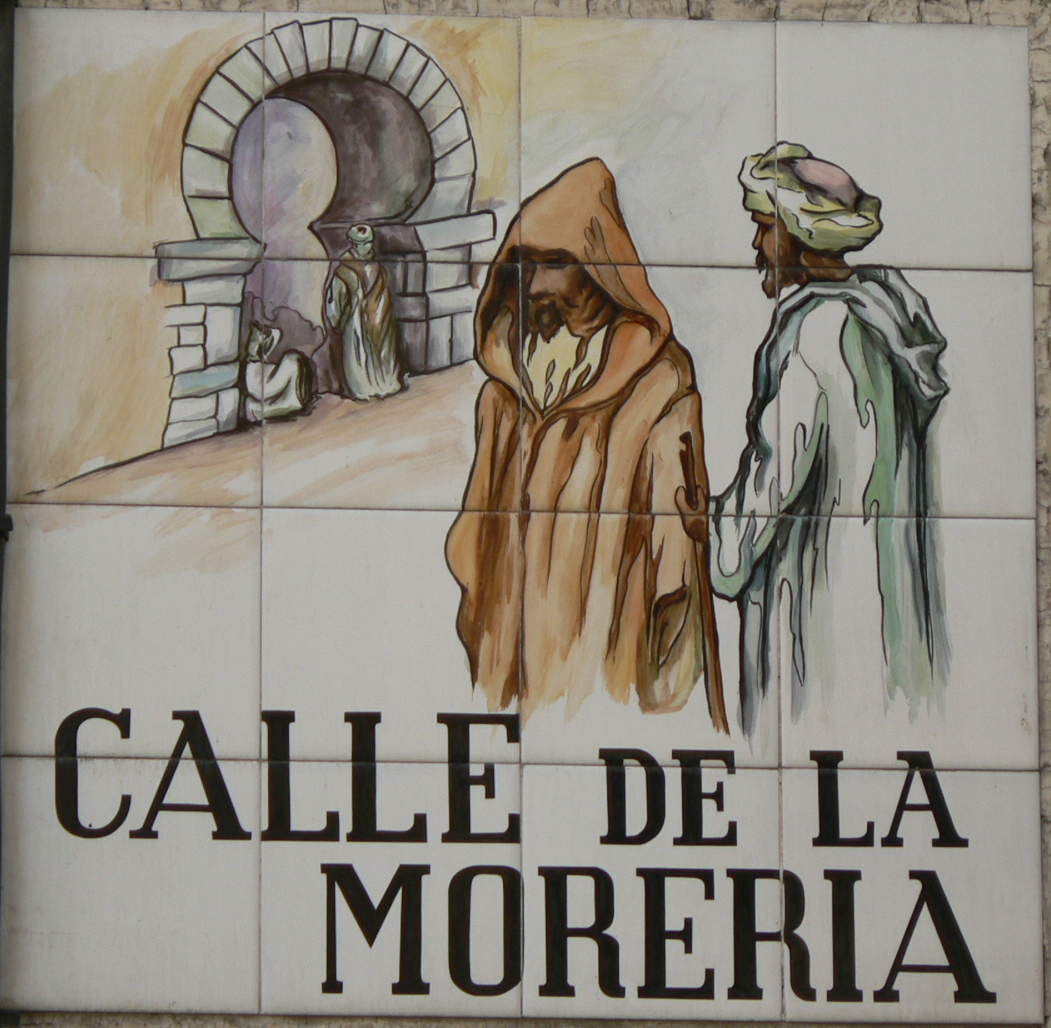
La calle de la Morería en el callejero tradicional del casco antiguo de Madrid.

En sus estudios sobre El Madrid islámico tras la conquista cristiana y El origen islámico de Madrid y las relaciones con los reinos cristianos (2002), Segura Graiñó considera «incuestionable el origen islámico de la ciudad», no solo por la organización de los espacios en el casco histórico, o su pervivencia en la toponimia y el callejero sino ya por el propio origen árabe del nombre de la ciudad («Medina Magerit» o ciudad del río Mayra o Mayrit, que traducido significa «agua que corre») o el de su patrona la Virgen de la Almudena. En el capítulo topodráfico, en lo que fue barrio de la Morería, concentrado entre las plazuelas de la Morería y del Alamillo, se conservan vías del trazado original, estrechas, angostas y en cuesta, como Caños Viejos y la Cuesta de los Ciegos, o singulares rincones como la calle del Granado o la citada plaza del Alamillo, nombre que unos atribuyen a un legendario álamo y otros a la figura del «alamín» y su papel en el Tribunal Árabe de Justicia que pudo reunirse en esa plaza.
Los arqueólogos han rastreado también huellas musulmanas de las dos mezquitas que tuvo el barrio, luego ocupadas por la iglesia de San Andrés y la iglesia de San Pedro el Viejo (que conserva una elocuente torre mudéjar).
Relata el cronista Pedro de Répide —nacido precisamente en la castiza calle de la Morería—, que esta vía daba nombre en realidad a dos tramos diferentes, el de la parte alta (entre la plaza del Alamillo y de la de la Morería) perteneciente a la morería nueva, y el tramo de la morería vieja, o calle de la Morería Vieja, al que bajaba desde la plazuela de la Morería a la Cuesta de los Ciegos. Por su parte, Mesonero Romanos, decano de los cronistas madrileños, circunscribe el barrio con estos parámetros: 

Este distrito puede dividirse en dos trozos; el primero, comprendido desde la muralla antigua, entre las casas del Duque del Infantado y de la calle llamada hoy de Don Pedro, hasta puerta de Moros y plazuela y costanilla de San Andrés; y el segundo, entre dicho San Andrés y Puerta de Moros, hasta donde estaba la Puerta Cerrada, entre las cavas de San Francisco y San Miguel. Quizás sea ésta la misma división que antes se designaba con los nombres de Morería vieja y nueva.
El antiguo Madrid (1861)